# Petrochromis
Petrochromis – rodzaj słodkowodnych ryb okoniokształtnych z rodziny pielęgnicowatych (Cichlidae).

## Występowanie
Gatunki endemiczne jeziora Tanganika w Afryce Wschodniej.

## Klasyfikacja
Gatunki zaliczane do tego rodzaju:
- Petrochromis ephippium Brichard, 1989
- Petrochromis famula Matthes & Trewavas, 1960
- Petrochromis fasciolatus Boulenger, 1914
- Petrochromis horii Takahashi & Koblmüller, 2014
- Petrochromis macrognathus Yamaoka, 1983
- Petrochromis orthognathus Matthes, 1959
- Petrochromis polyodon Boulenger, 1898
- Petrochromis trewavasae Poll, 1948

Gatunkiem typowym rodzaju jest Petrochromis polyodon.